# 金色堤坝大桥
金色堤坝大桥（巴伦西亚语: Pont de l'Assut de l'Or, 西班牙语: Puente de la Presa del Oro）是西班牙巴伦西亚的一座白色单塔斜拉桥，横跨巴伦西亚东南部的图里亚花园，靠近艺术科学城综合体的东端。这座桥由巴伦西亚建筑师和土木工程师圣地亚哥·卡拉特拉瓦设计，于2008年12月完工。它的设计是圣地亚哥·卡拉特拉瓦1992年设计的西班牙塞维利亚阿拉米略桥的变体。

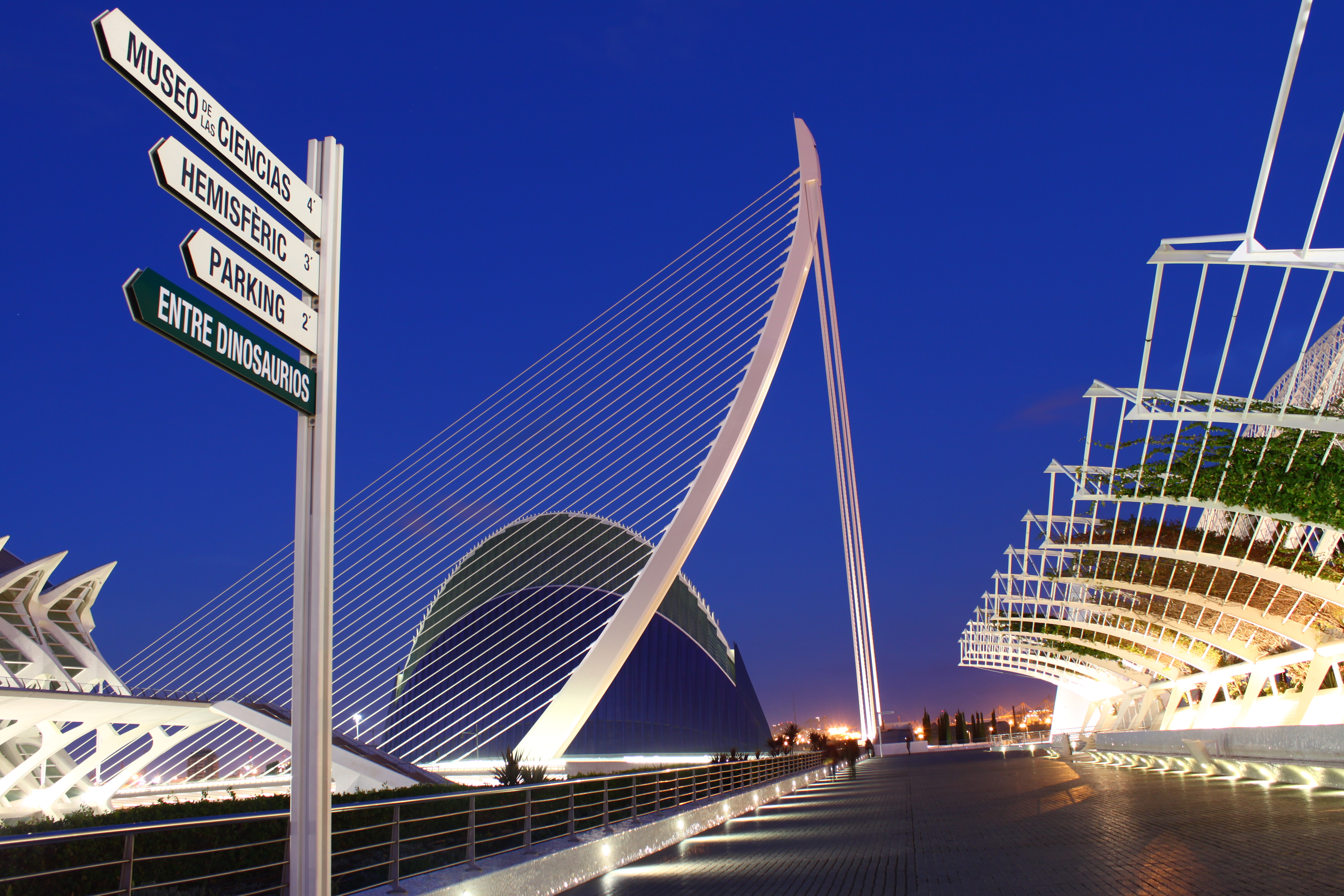
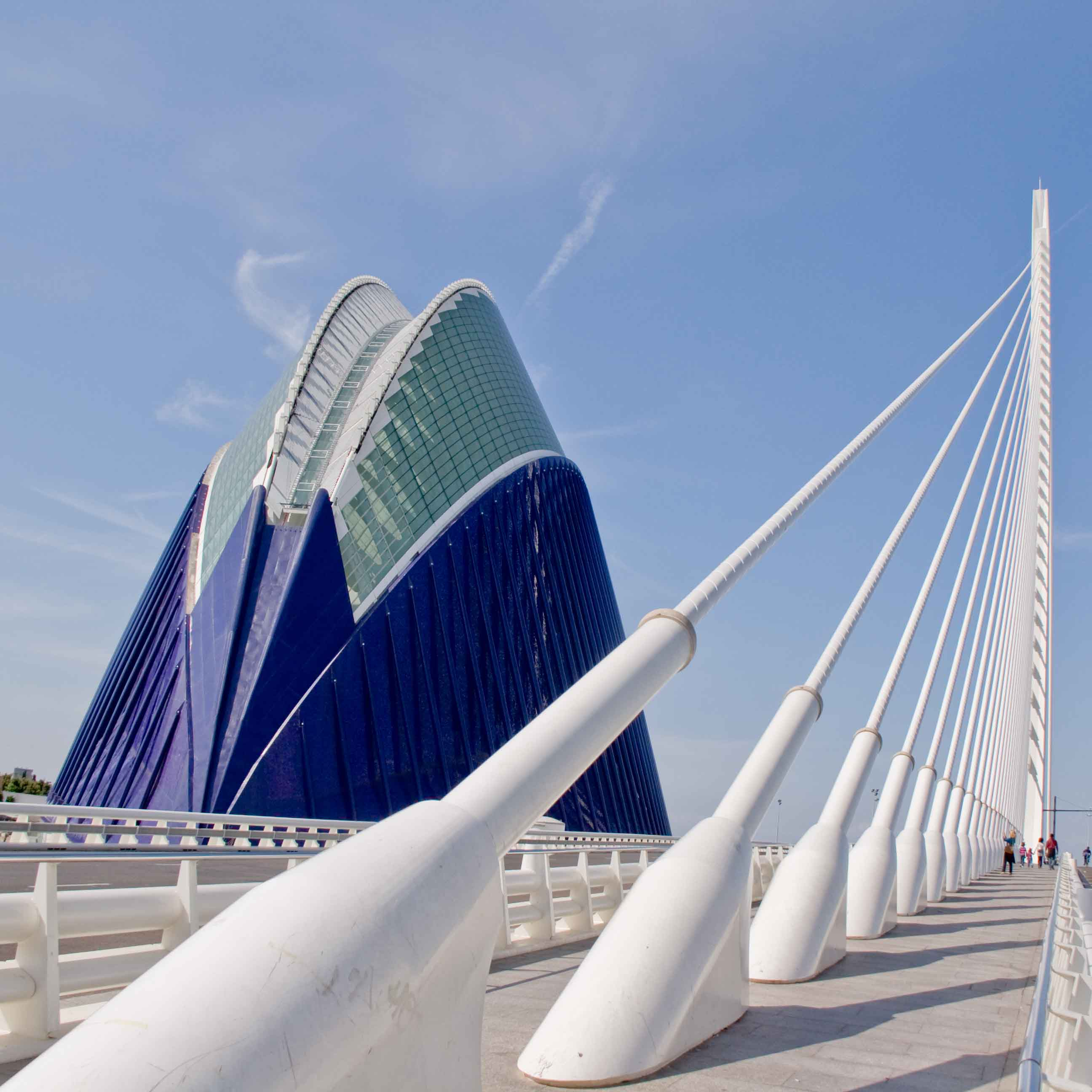
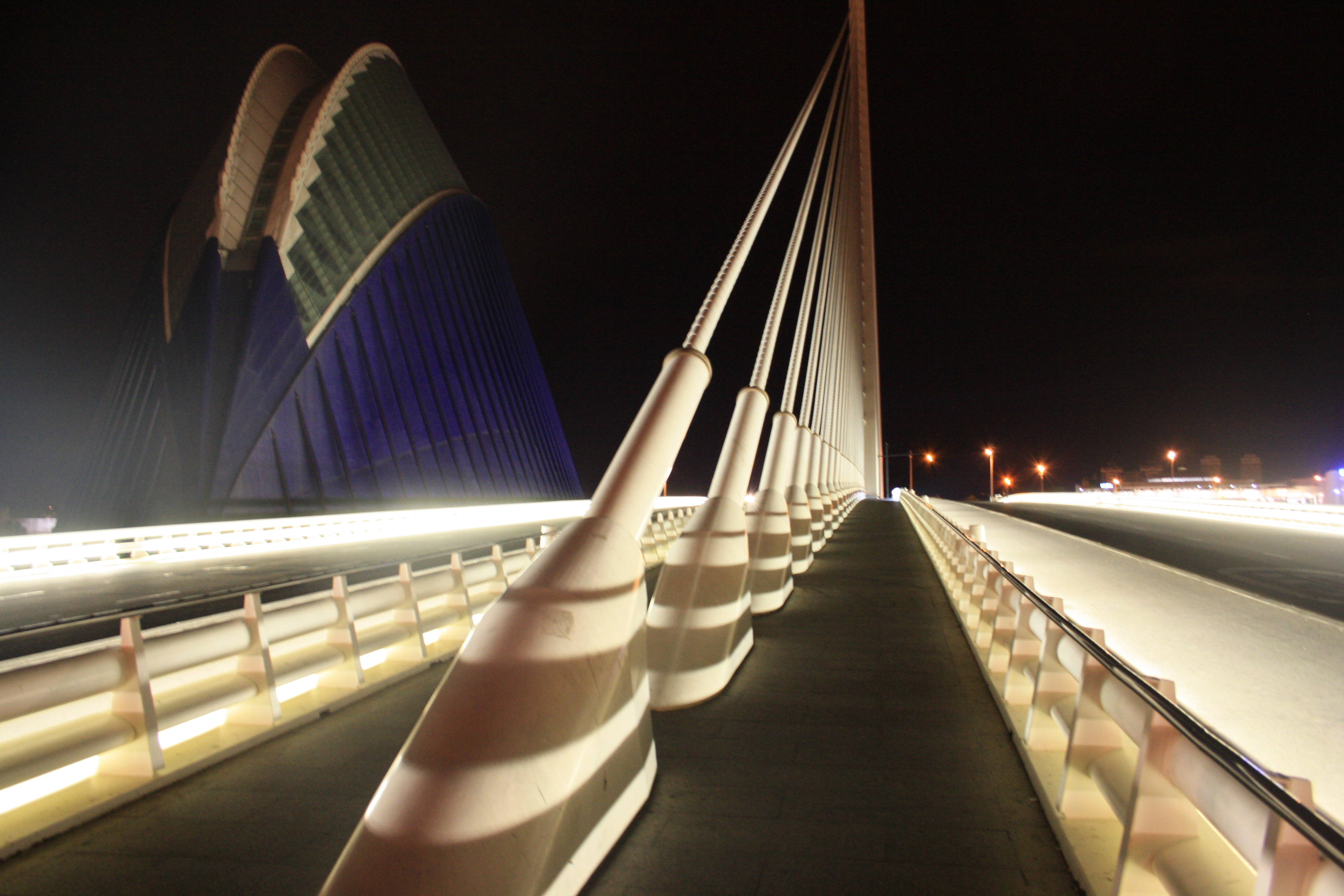
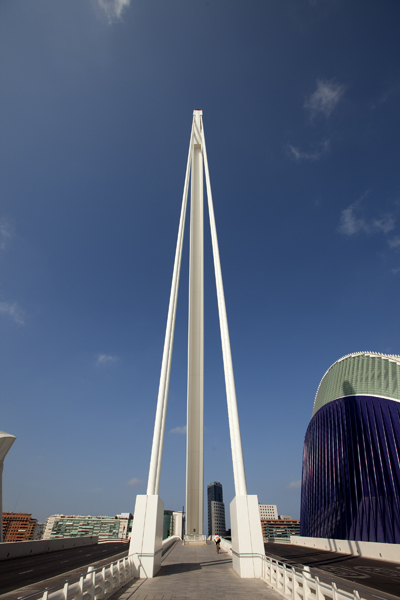